# Fundeni (Galați)
Fundeni is een Roemeense gemeente in het district Galați.
Fundeni telt 4004 inwoners.